# Pritzbuer (Adelsgeschlecht)

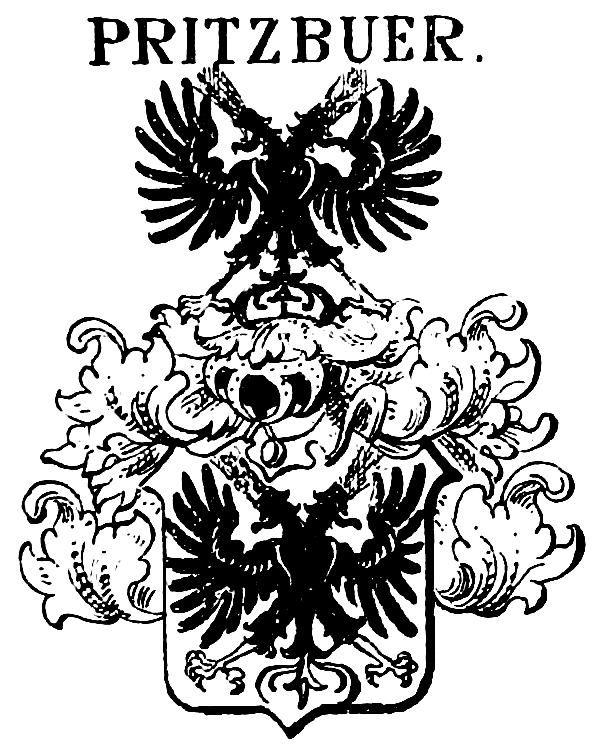
Wappen derer von Pritzbuer

Pritzbuer ist der Name eines alten mecklenburgisches Adelsgeschlechts.

## Geschichte
Die Pritzbuer gehören dem mecklenburgischen Uradel an. Ältere Forschungsansätze sehen das Geschlecht als Agnaten der von Kleist und der von Havelberg. Unstrittig ist die Abstammung aus eingeborenem, möglicherweise aus obodritischem Stammesadel.
„Zur Urgeschichte des Geschlechts von Pritzbuer“ hat Erich Gritzner 1900 eine Arbeit vorgelegt, die die wahrscheinlichen Vorfahren und Agnaten des Knappen Priceburh aufzeigt, der nach heutigem Forschungsstand der erste ist, mit dem das Geschlecht am 1. Mai 1262 urkundlich erscheint, während die Stammreihe mit dem Herrn auf Grabenitz, Andreas Priscebur, urkundlich 1402, beginnt.
1523 hat der Provisor des Klosters Dobbertin und Herr auf Grabenitz, Martin Pritzbuer für seine Familie die Union der Landstände mitgesiegelt.
Im Rechnungsbuch des Klosters Dobbertin von 1481 bis 1872 wird Margaretha von Pritzbuer 1581–1597 als Priorin des Konvents genannt.
Im Einschreibebuch des Klosters Dobbertin von 1696 bis 1918 befinden sich acht Eintragungen von Töchtern der Familie von Pritzbuer von 1700 bis 1904 aus Woserin, Schwerin und Rostock zur Aufnahme in das adelige Damenstift im Kloster Dobbertin. Vier Töchter lebten als Konventualin in Dobbertin. Nr. 830 Henriette Caroline von Pritzbuer war eine Freundin der Konventualin Mathilde von Rohr, die 20 Jahre in Dobbertin lebte und mit Theodor Fontane eng befreundet war. Ihr Grab befindet sich auf dem Klosterfriedhof Dobbertin Reihe 1 Platz 4. und ihr Wappenschild mit anhängendem Ordensstern hängt auf der Nonnenempore in der Klosterkirche.
Als Leopold von Pritzbuer auf Bolz mit den Gütern in Woserin, Schlowe und Dinnies 1808 Konkurs ging, übernahm die Güter die herzogliche Kammer zu Schwerin.
Die Pritzbuer standen auch in dänischen Diensten und stellten ebenfalls Offiziere in der preußischen Armee.

## Güterbesitz in Mecklenburg
Ruchow (1792–1794), Schlowe (–1801), Dinnies (1789–1796), Woserin (1761, 1785–1801) und Bolz (alle Amt Sternberg), Sparow bei Nossentiner Hütte (1692–1725), Fincken, Grambzow, Kelle, Groß Minsow, Poppentin, Schwarzenhof, Lansen (Stavenhagen), Schwetz (Güstrow) Tieplitz, Klein Varchow (Neustrelitz), Grabenitz (Amt Wredenhagen)

## Wappen
Das Stammwappen zeigt in Silber ein schwarzer Doppeladler mit abgerissenen Köpfen, aus deren Hälsen rotes Blut fließt. Auf dem Helm mit schwarz-silberner Decken wiederholt sich über einem schwarz-silbernen Wulst die Schildfigur.

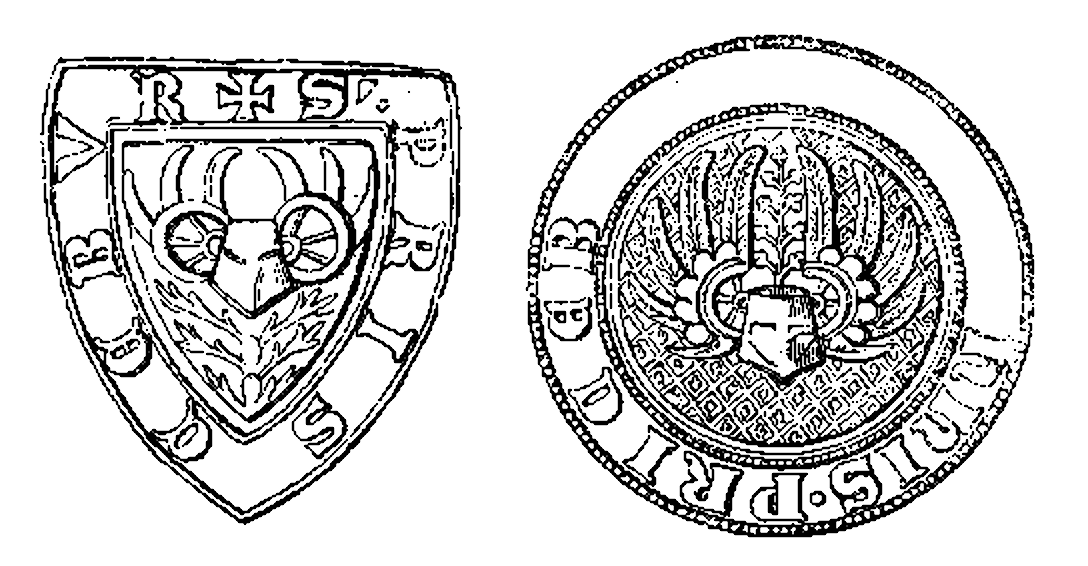
Siegel derer von Pritzbuer, 1262
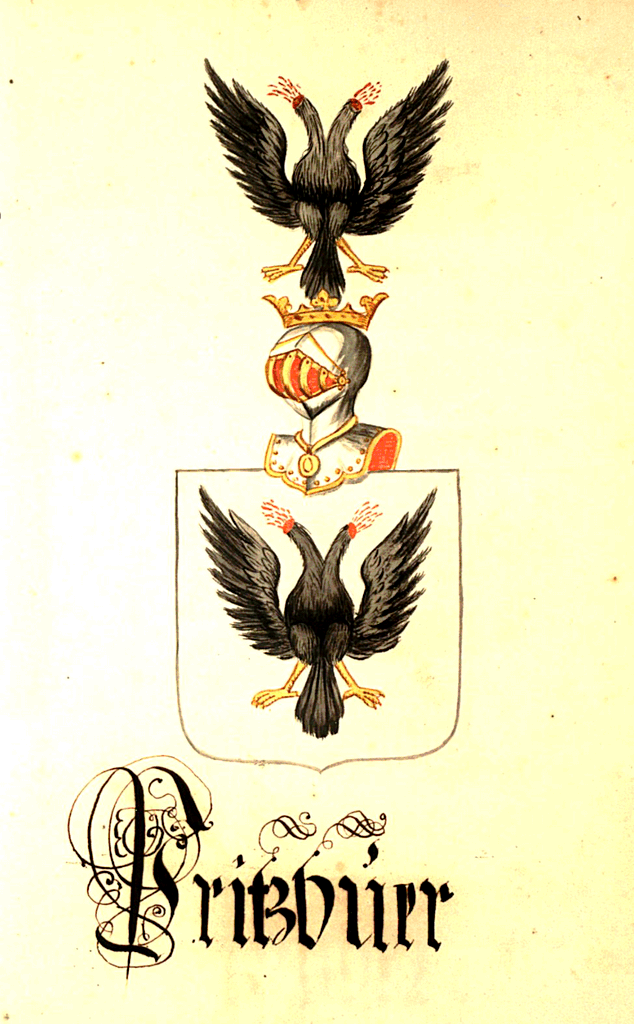
Wappen derer von Pritzbuer in „Wappen Schleswig-Holsteinischer, Dänischer und anderer adeliger Familien“
Wappen derer von Pritzbuer in Siebmachers Wappenbuch 1906

Zu den alten Siegeln und dem Wappen der Pritzbuer führt Friedrich Crull 1887 folgendes aus: „Die v. Pritzbuer führen jetzt bekanntlich einen schwarzen Doppeladler ohne Köpfe in weiß im Schilde und ebendenselben auf dem Helme. Letzteres ist nun ganz entschieden falsch, da die alten Siegel übereinstimmend jederseits ein halbes Rad mit (Adler=) Federn besteckt als Helmschmuck zeigen. Alte Siegel mit dem Schilde fehlen aber gänzlich, und Lisch ist daher auf die Vermuthung gekommen, daß der Helm mit den Flügeln, wie man sich ausdrücken darf, die eigentliche Schildfigur sei, aus welcher dann in der Folge der Doppeladler entstanden wäre. Helme gehören zu den seltenen Schildfiguren. Schlicht führen einen solchen die v. Helmshofen, und nach Siebmacher die v. Wildungen in Hessen mit Beiwerk unsere v. Dessin, dem Helme gleich mit Fähnchen besteckt die Schade in Westfalen und die Brannschweigischen Frese und v. Helmersen, und es wäre also immerhin möglich, daß auch die Pritzbuer ursprünglich den gedachten Helm geführt hätten. Aber es erscheint nicht glaublich, daß aus dem geflügelten Helme ein Doppeladler sich entwickelt haben sollte, und viel wahrscheinlicher ist es, daß das ursprüngliche Wappenbild ein Flug gewesen ist, da nicht allein die v. Havelberg, welche anscheinend den Pritzbuer stammverwandt waren, einen solchen führten, sondern auch die Verwandlung eines Fluges, besonders wenn bei demselben der Rückenknochen markirt war, in einen, noch dazu kopflosen, Adler sehr viel leichter war als die eines geflügelten Helmes.“

## Angehörige
- Margarethe Pritzbuer, 1581–1597 Domina im Kloster Dobbertin
- Andreas von Pritzbuer, 1693–1696 Klosterhauptmann in Dobbertin[8]
- Joachim von Pritzbuer (* 1665; † 1719), dänischer Etatsrat, Oberlanddrost des Herzogtums Bremen und der Grafschaft Oldenburg[9]
- Friedrich von Pritzbuer (* 1734; † 1807), mecklenburgischer Kammerjunker, Landrat und Herr auf Dinnies, Grambzow, Lansen, Schwarzenhof und Woserin
  - Leopold Levin von Pritzbuer (* 1771; † 1830), mecklenburgischer Kammerherr, Kammerdirektor und Freimaurer
    - Friedrich von Pritzbuer (* 1796; † 1875), mecklenburgischer Premierleutnant, Kammerjunker und Generalpostdirektor[10] sowie Ehrenritter des Johanniterordens
      - Reinhard von Pritzbuer (* 1837; † 1880), Major
        - Friedrich von Pritzbuer (* 1868; † 1929), Archivar, stellv. Bankdirektor
          - Anna von Pritzbuer (* 1900; † 1971), Kulturfunktionärin in der DDR

        - Hans von Pritzbuer (* 1870), Bankdirektor

    - Ludolf von Pritzbuer (* 1820; † 1883), Oberstleutnant[11]
      - Julius von Pritzbuer (* 1853; † 1897), Schauspieler, Regisseur
        - Leo von Pritzbuer (* 1876), Pfarrer, Ober-Intendant-Rat a. D., Major d. R. a. D.
          - Leopold von Pritzbuer (* 1905), Offizier
          - Diedrich von Pritzbuer (* 1906; † 1937), Offizier der Luftwaffe (Kap. d. Legion Condor)

      - Kaspar von Pritzbuer (* 1855; † 1894), Hauptmann, Militärlehrer an der Hauptkadettenanstalt Berlin-Lichterfelde
        - Dietrich Kaspar von Pritzbuer (* 1894), Oberleutnant a. D.

      - Auguste von Pritzbuer (* 1863), Konv. des Klosters Malchow

    - Leopold von Pritzbuer (* 1824; † 1889), frz. See-Offizier (Präfekt), seine Nachfahren, die Enkeltöchter Elisabeth und Francoise, lebten in Frankreich